# Adarnaz II. od Iberije
Adarnaz II. od Iberije (gruz. ადარნასე II), iz dinastije Hosroida, bio je predsjedavajući knez Iberije (Kartlija, istočna Gruzija) od 650. do 684./685. godine. Pretpostavlja se da je on iberijski patricij spomenut u pismu Anastazija Apokrizijara iz 660-ih, koji se odnosi na mučeništvo Maksima Ispovjednika, i knez Nerse o čijoj pobuni protiv Arapa izvještava armenski ljetopisac i katolikos Ivan V.
Ime Adarnaz potječe od srednjoperzijskog Ādurnarsēh, koje nadalje proizlazi od avestičkog nairyō.saŋya. Srednjoperzijsko ime Narseh ima u gruzijskom jeziku kao inačicu ime Nerse. Ime Ādurnarsēh pojavljuje se u armenskom jeziku kao Atrnerseh.
Adarnaz je naslijedio svog oca Stjepana II. i vladao kao vazal Kalifata. Međutim, 681./682. godine pridružio se armenskim i albanskim kneževima u općem ustanku protiv arapske hegemonije. Arapske je napade zadržavao tri godine - sve dok Hazari nisu ušli u borbu. Adarnat / Nerse je ubijen, a Arapi su postavili Guarama II., iz suparničke dinastije Guaramidi, za vladara Iberije.
Na vanjskoj kamenoj ploči crkve Svetog Križa u Mcheti spominju se glavni graditelji ove crkve: Stjepan patricius, Dmitar hypatos i Adarnaz hypatos koje su gruzijski učenjaci tradicionalno izjednačavali sa Stjepanom I, sinom Guarama; Dmitrom - Stjepanovim bratom, te Adarnazom I. Međutim, mišljenje koje je iznio povjesničar Kiril Tumanov ne slaže se s tim stavom, već poistovjećuje ove osobe sa Stjepanom II., Dmitrom (bratom Stjepana I.) i Adarnazom II. (sinom Stjepana II.)
Adarnaz II. imao je sina Stjepana. 